# Jacques Houtsmuller
Jacques Houtsmuller (Alkmaar, 29 november 1894 - Den Haag, 11 december 1974) was een Nederlands marineofficier.
Kapitein-Luitenant ter Zee Houtsmuller diende van 1916 tot 1 december 1946 in de Koninklijke Marine en was van 24 mei tot 30 december 1941 de eerste bevelhebber van de torpedobootjager Isaac Sweers.
Voor zijn moed als kapitein van deze torpedobootjager werd hij gedecoreerd met de Bronzen Leeuw. Deze in 1944 ingestelde Bronzen Leeuw was de vervanging van de onderscheiding die was toegekend aan hen die in een dagorder waren vermeld, zij droegen tot 1944 een gouden kroon, de "Kroon voor Eervol Vermelden" op het lint van het Ereteken voor Belangrijke Krijgsbedrijven. Hij was Officier in de Orde van Oranje-Nassau met de Zwaarden, drager van het Oorlogsherinneringskruis met vier gespen en het Kruis voor Langdurige en Trouwe Dienst met het cijfer XXX. De Britse koning benoemde Houtsmuller tot Honorair Companion in de Distinguished Service Order.